# ブランドン・インジ
チャールズ・ブランドン・インジ（Charles Brandon Inge, 1977年5月19日 - ）は、アメリカ合衆国バージニア州リンチバーグ出身のプロ野球選手（三塁手）。右投右打。

## 経歴
バージニア・コモンウェルス大学時代は救援投手と遊撃手の2つのポジションで活躍する。

### デトロイト・タイガース時代

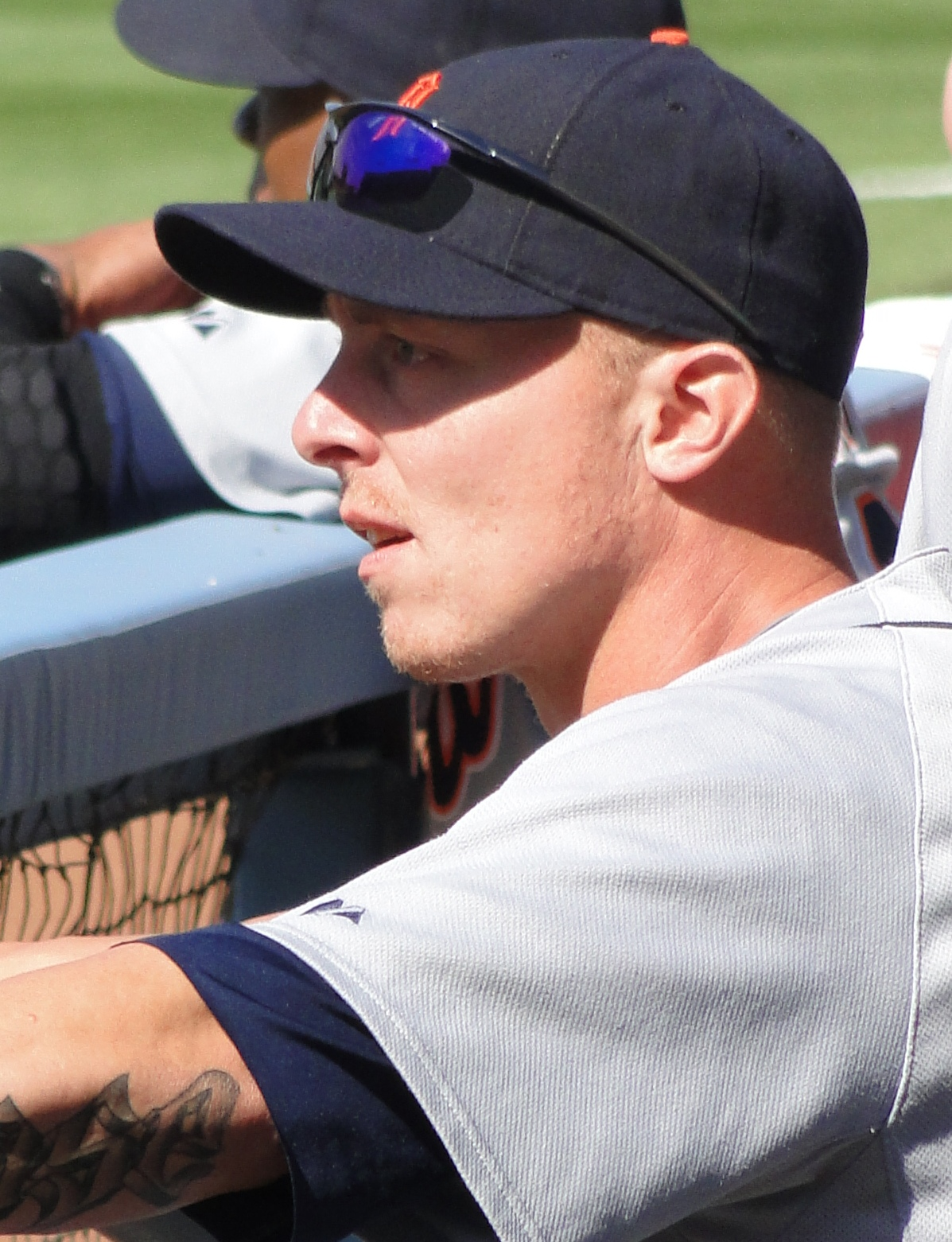
タイガース時代(2010年)

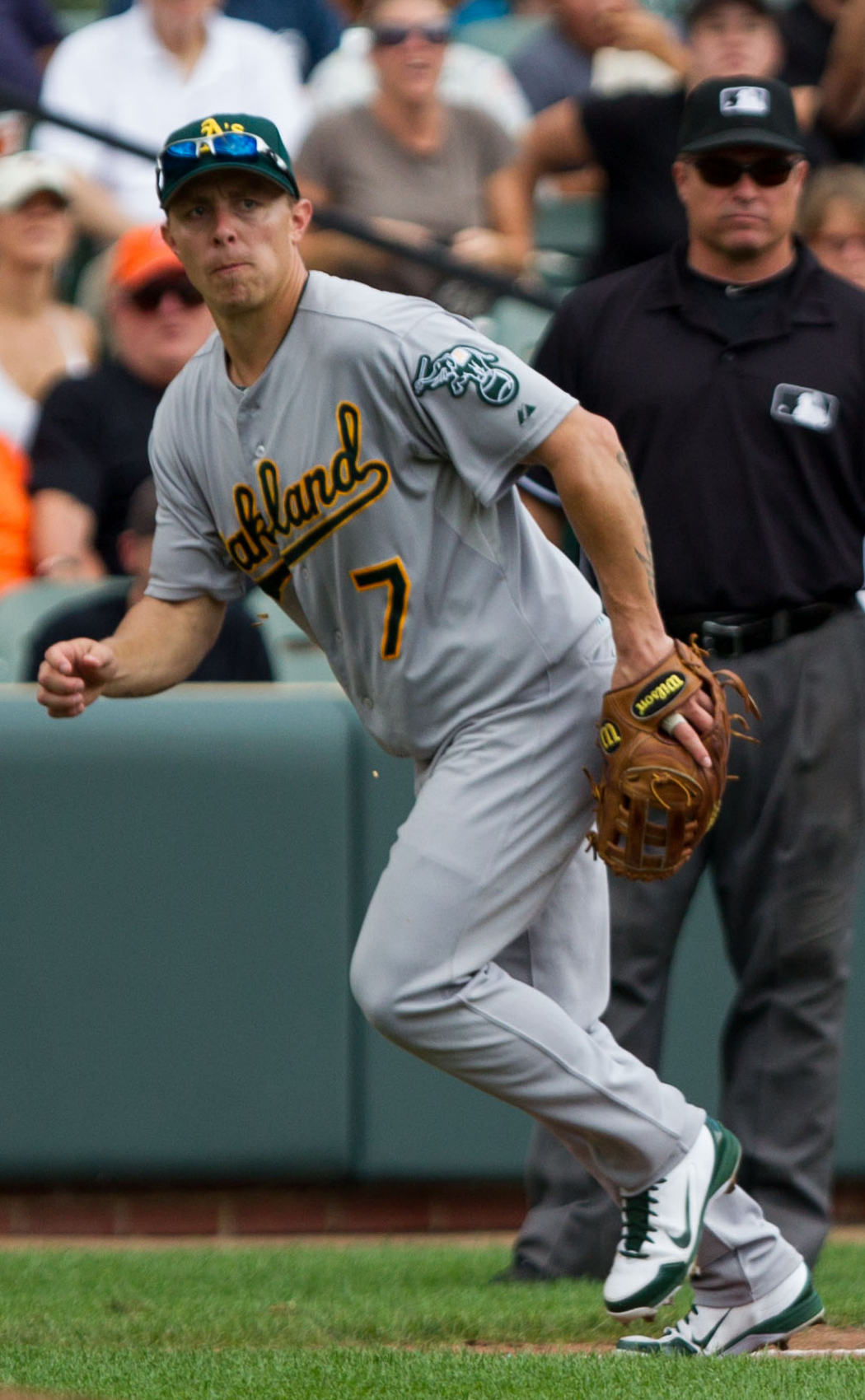
アスレチックス時代(2012年7月29日)

1998年、デトロイト・タイガースからドラフト2巡目（全体57位）指名を受けプロ入り。入団直後に球団の方針により捕手へ転向する。
2001年4月3日にメジャーデビューし、この年は79試合に出場した。
2003年までタイガースの正捕手格の選手としてプレイする。
2002年には出場試合数が100を下回っているのにチーム最多の101三振を記録するなど、強肩以外に見るべきところもない選手であり、インジ自身もメジャーに残るためだけに好きでもなく不慣れな捕手を続けるしかなかった。しかし、この捕手の経験がプロの試合というものを早く理解することに役立ち、いい経験となったという。
2004年、メジャーを代表する捕手のイバン・ロドリゲスがタイガースに加入。これに伴いインジはユーティリティープレイヤーとなり、この年の前半戦は捕手・三塁手・外野手など様々なポジションで出場する。しかし後半戦からは外野手としての起用が少なくなり、主に三塁手として出場するようになった。
2005年にインジは正三塁手となり、自己最高の160試合に出場した。
2006年には9番打者ながら27本塁打を記録して、タイガースのリーグ優勝に貢献している。
2007年のシーズン終了後、強打の三塁手ミゲル・カブレラがマーリンズからトレードでタイガースに加入した。カブレラとポジションが重なるインジは、控えになるのも捕手に戻るのも望まず、チームに移籍希望を伝えていたが、チームは放出をしなかった。結局2008年シーズンは控えの三塁手、外野手、捕手としてプレーすることとなった。
2008年は、控え選手になったという事情もあり、4年ぶりに規定打席到達を逃すシーズンとなった。ポジション別で見ると、捕手として60試合、三塁手として51試合に出場したほか、外野手としても試合に出場した。打撃成績では、前述の通り規定打席到達を逃しただけでなく、自身3度目の打率.210以下を記録してしまった。しかし、11本塁打・51打点を記録し、5年連続での2ケタ本塁打を記録した。
2009年は、カブレラが一塁手としてプレイする事になった為、インジは年間通じて三塁を守った。結局、全て三塁手として、リーグ最多タイとなる161試合に出場。自己ベストタイの27本塁打を放ち、打点でも2006年に記録した83打点を1打点だけ更新する84打点をマークした。また、自身初のオールスターゲーム出場も果たした。しかし一方で、打率.230という数字は、規定打席に到達したシーズンの中では最低の数字であり、三振170も今までの自己ワースト記録を20も更新する数字となった。
2010年も引き続き出場は三塁手のみだった。打撃面では、7年連続での2ケタ本塁打となる13本塁打を放ったが、これは前年の27本塁打の半分以下の数字である。一方、打率はまたしても.250に届かなかったが（.247）、それでもここ4年間で最もいい数字を残した。課題となっていた三振の多さは、前年比-36と改善された。
2011年は70試合の出場で打率.177、1本塁打、OPS.483と例年を上回る打撃不振に陥り、三塁守備でもDRS-8を喫し、7月26日に40人枠から外れ、AAA級トレドに降格。8月20日にメジャーに昇格した。
2012年は、プリンス・フィルダーの加入があり、控えからのスタートとなった。4月26日解雇された。

### オークランド・アスレチックス時代
4月29日、オークランド・アスレチックスと契約を結ぶ。タイガース時代の元同僚のスコット・サイズモアが膝の怪我で絶望だった事もあり獲得した。

### パイレーツ時代
2013年1月12日にピッツバーグ・パイレーツとマイナー契約を結んだ。7月23日にDFAとなりその後FAとなった。
8月17日にトロント・ブルージェイズとマイナー契約を結ぶも、6日後の23日に放出された。

## 選手としての特徴
打撃面では、不調時には簡単に三振に倒れるが、抜きん出た身体能力があるため、好調時はインサイドにきた速球を鋭く振り抜き、同じ人間と思えないバッティングを見せ、パワーを兼ね備えている。外野が広いコメリカ・パークを本拠地にしながらも2006年には27本塁打を記録している。しかし、2007年までの通算打率が.241と低く、三振が多く確実性が低いため打線中軸として起用されない。
守備面では守備範囲が広く、動物的瞬発力で三遊間のゴロに飛びつき、鉄砲肩で一塁に送球するプレイがよく見られる。レギュラーに定着した2005年には378補殺（リーグ1位）、翌2006年には398補殺（タイガースの三塁手球団記録を更新）を記録している。

## 詳細情報

### 年度別打撃成績
| 年 度      | 球 団      | 試 合 | 打 席 | 打 数 | 得 点 | 安 打 | 二 塁 打 | 三 塁 打 | 本 塁 打 | 塁 打 | 打 点 | 盗 塁 | 盗 塁 死 | 犠 打 | 犠 飛 | 四 球 | 敬 遠 | 死 球 | 三 振 | 併 殺 打 | 打 率 | 出 塁 率 | 長 打 率 | O P S |
| ---------- | ---------- | ----- | ----- | ----- | ----- | ----- | -------- | -------- | -------- | ----- | ----- | ----- | -------- | ----- | ----- | ----- | ----- | ----- | ----- | -------- | ----- | -------- | -------- | ----- |
| 2001       | DET        | 79    | 202   | 189   | 13    | 34    | 11       | 0        | 0        | 45    | 15    | 1     | 4        | 2     | 2     | 9     | 0     | 0     | 41    | 2        | .180  | .215     | .238     | .453  |
| 2002       | DET        | 95    | 351   | 321   | 27    | 65    | 15       | 3        | 7        | 107   | 24    | 1     | 3        | 1     | 1     | 24    | 0     | 4     | 101   | 7        | .202  | .266     | .333     | .599  |
| 2003       | DET        | 104   | 366   | 330   | 32    | 67    | 15       | 3        | 8        | 112   | 30    | 4     | 4        | 4     | 3     | 24    | 0     | 5     | 79    | 8        | .203  | .265     | .339     | .604  |
| 2004       | DET        | 131   | 458   | 408   | 43    | 117   | 15       | 7        | 13       | 185   | 64    | 5     | 4        | 8     | 6     | 32    | 0     | 4     | 72    | 4        | .287  | .340     | .453     | .793  |
| 2005       | DET        | 160   | 694   | 616   | 75    | 161   | 31       | 9        | 16       | 258   | 72    | 7     | 6        | 6     | 6     | 63    | 1     | 3     | 140   | 14       | .261  | .330     | .419     | .749  |
| 2006       | DET        | 159   | 601   | 542   | 83    | 137   | 29       | 2        | 27       | 251   | 83    | 7     | 4        | 4     | 5     | 43    | 2     | 7     | 128   | 12       | .253  | .313     | .463     | .776  |
| 2007       | DET        | 151   | 577   | 508   | 64    | 120   | 25       | 2        | 14       | 191   | 71    | 9     | 2        | 7     | 4     | 47    | 5     | 11    | 150   | 8        | .236  | .312     | .376     | .688  |
| 2008       | DET        | 113   | 407   | 347   | 41    | 71    | 16       | 4        | 11       | 128   | 51    | 4     | 3        | 5     | 4     | 43    | 2     | 8     | 94    | 4        | .205  | .303     | .369     | .672  |
| 2009       | DET        | 161   | 637   | 562   | 71    | 129   | 16       | 1        | 27       | 228   | 84    | 2     | 5        | 1     | 3     | 54    | 1     | 17    | 170   | 12       | .230  | .314     | .406     | .720  |
| 2010       | DET        | 144   | 580   | 514   | 47    | 127   | 28       | 5        | 13       | 204   | 70    | 4     | 3        | 0     | 7     | 54    | 4     | 5     | 134   | 12       | .247  | .321     | .397     | .718  |
| 2011       | DET        | 102   | 303   | 269   | 29    | 53    | 10       | 2        | 3        | 76    | 23    | 1     | 1        | 5     | 3     | 24    | 0     | 2     | 74    | 9        | .197  | .265     | .283     | .548  |
| 2012       | DET        | 9     | 20    | 20    | 2     | 2     | 1        | 0        | 1        | 6     | 2     | 0     | 0        | 0     | 0     | 0     | 0     | 0     | 6     | 0        | .100  | .100     | .300     | .400  |
| 2012       | OAK        | 74    | 311   | 283   | 31    | 64    | 13       | 0        | 11       | 110   | 52    | 0     | 1        | 0     | 3     | 24    | 1     | 1     | 85    | 8        | .226  | .286     | .389     | .675  |
| '12計      | OAK        | 83    | 331   | 303   | 33    | 66    | 14       | 0        | 12       | 116   | 54    | 0     | 1        | 0     | 3     | 24    | 1     | 1     | 91    | 8        | .218  | .275     | .383     | .658  |
| 2013       | PIT        | 50    | 110   | 105   | 5     | 19    | 3        | 0        | 1        | 25    | 7     | 0     | 0        | 2     | 0     | 2     | 0     | 1     | 32    | 2        | .181  | .204     | .238     | .442  |
| 通算：13年 | 通算：13年 | 1532  | 5617  | 5014  | 563   | 1166  | 228      | 38       | 152      | 1926  | 648   | 45    | 40       | 45    | 47    | 443   | 16    | 68    | 1306  | 102      | .233  | .301     | .384     | .685  |

- 2013年度シーズン終了時
- 各年度の太字はリーグ最高

## 参考資料
1. ↑  “Brandon Inge Stats, News, Pictures, Bio, Videos” (英語). ESPN.com. 2012年10月28日閲覧。
2. 1 2  「カルトヒーローを探せ / タイガース編」『スラッガー』2008年6月号、日本スポーツ企画出版社、2008年、雑誌15509-8、67 - 69頁
3. ↑  “2002 Detroit Tigers Statistics and Roster - Baseball-Reference.com” (英語). 2008年6月22日閲覧。
4. ↑  谷口輝世子「デトロイト・タイガース2003 - 2006　モータウンの軌跡」 『月刊スラッガー』105号、日本スポーツ企画出版社、2006年、雑誌15509-1、20-23頁。
5. ↑  Associated Press, "Tigers GM: Inge doesn't want to be a backup," ESPN.com, December 8, 2007.
6. ↑  http://www.freep.com/article/20120426/SPORTS02/120426042/brandon-inge-released-detroit-tigers
7. ↑  http://blog.sfgate.com/athletics/2012/04/29/brandon-inge-agrees-to-sign-with-the-as/
8. ↑  Pirates, Brandon Inge Close To Deal
9. 1 2  友成那智、村上雅則『メジャーリーグ・完全データ選手名鑑2008』廣済堂出版、2008年、141頁頁。ISBN 978-4-331-51300-2。
10. ↑  友成那智、村上雅則『メジャーリーグ・完全データ選手名鑑2007』廣済堂出版、2007年、137頁頁。ISBN 978-4-331-51213-5。